# Toren 2000

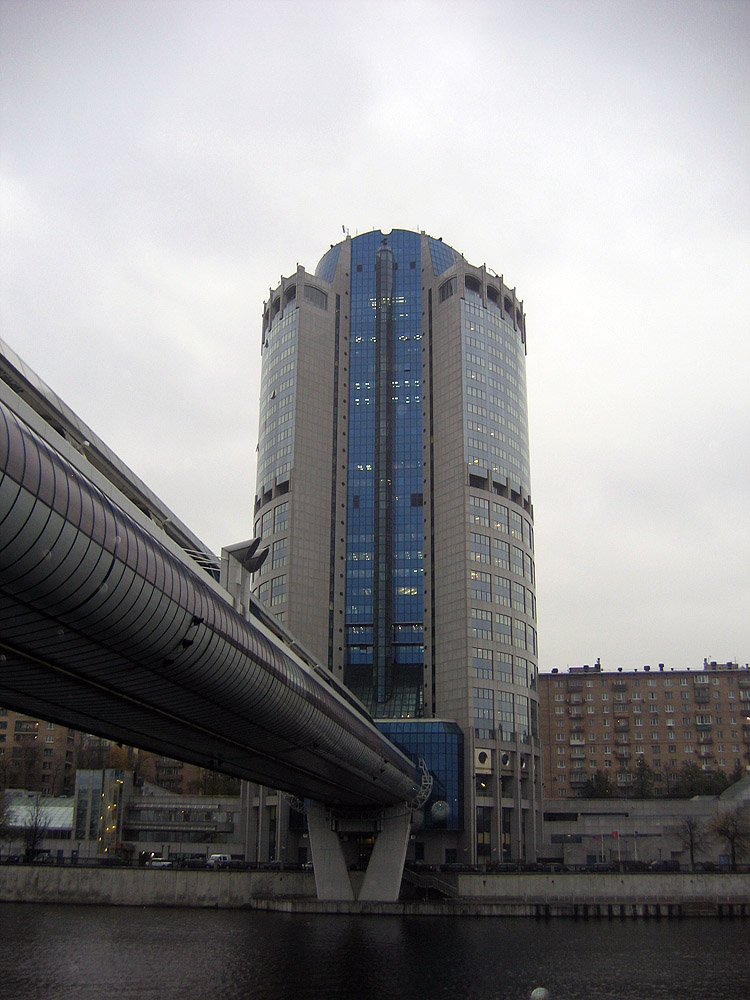

Toren 2000 (Russisch: Башня-2000; Basjnja-2000) is een wolkenkrabber in de Russische hoofdstad Moskou, gelegen op de linkeroever van de Moskva in het district Presnenski en vormt het eerst gebouwde onderdeel van het nieuwe zakendistrict Moscow City, waarmee het verbonden is door de Bagrationbrug. De toren heeft een vloeroppervlak van 61.057 m², verdeeld over 34 verdiepingen en heeft een hoogte van 104 meter. Toren-2000 werd gebouwd tussen 1996 en 2001 en is bedoeld voor kantoren. Bij de toren bevindt zich het metrostation Vystavotsjnaja (eerder 'Delovoj tsentr' geheten).
Op de begane grond bevinden zich drie vestibules: een grote vrij toegankelijke vestibule voor de aansluiting met de Bagrationbrug en twee andere vestibules voor de toegang tot het kantorengedeelte van het gebouw.

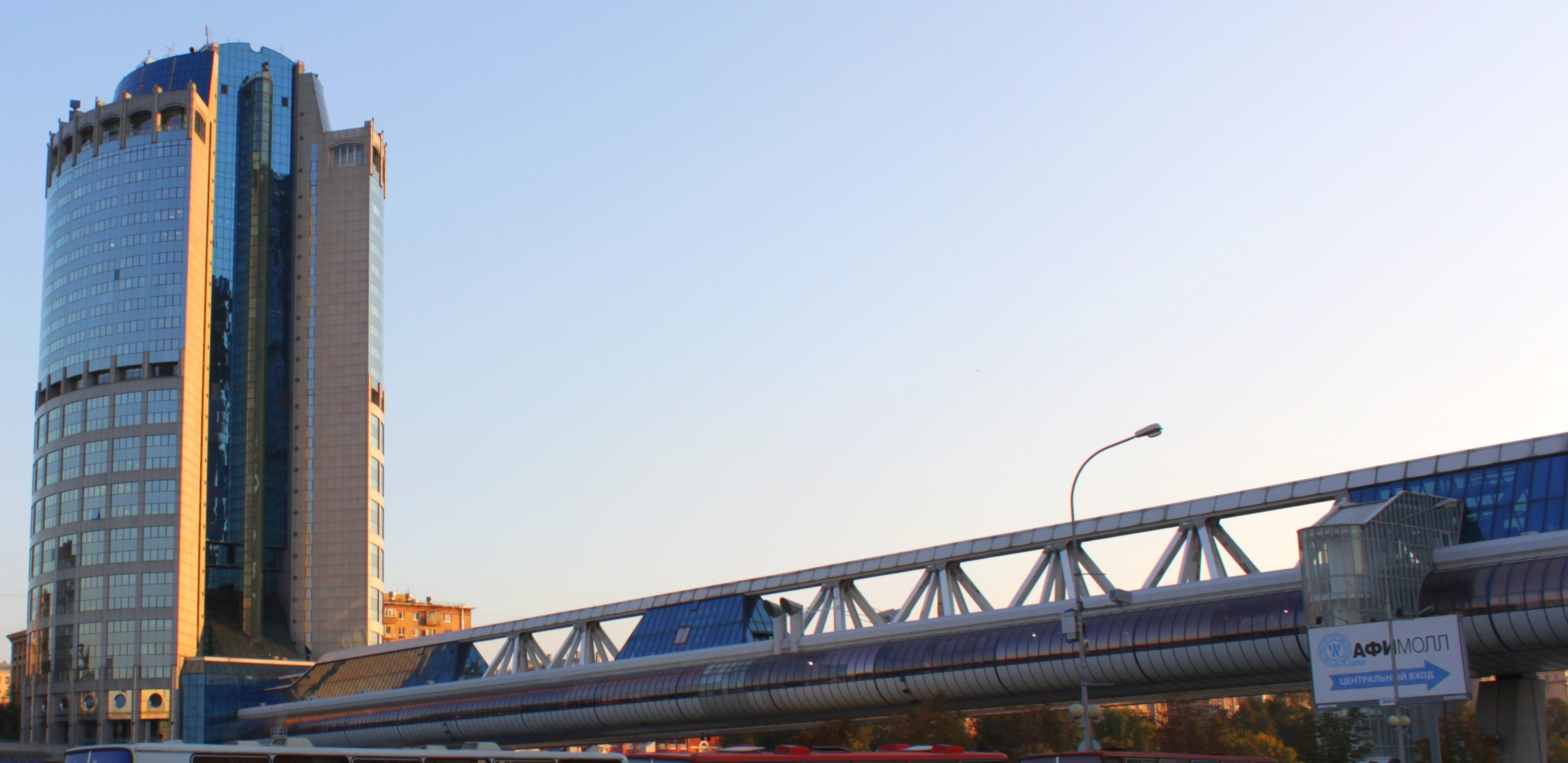